# Hypsochila galactodice
Hypsochila galactodice är en fjärilsart som beskrevs av Emilio Ureta 1955. Hypsochila galactodice ingår i släktet Hypsochila och familjen vitfjärilar. Inga underarter finns listade i Catalogue of Life.